# کولرشلاگ
کولرشلاگ (به آلمانی: Kollerschlag) یک منطقهٔ مسکونی در اتریش است که در ناحیه رورباخ واقع شده است. کولرشلاگ ۱۷ کیلومتر مربع مساحت دارد ۷۲۶ متر بالاتر از سطح دریا واقع شده است.